# 25992 Benjamensun
25992 Benjamensun este un asteroid din centura principală de asteroizi.

## Descriere
25992 Benjamensun este un asteroid din centura principală de asteroizi. A fost descoperit pe 19 martie 2001 la Socorro, New Mexico, în cadrul proiectului LINEAR. Asteroidul prezintă o orbită caracterizată de o semiaxă mare de 2,38 ua, o excentricitate de 0,18 și o înclinație de 7,4° în raport cu ecliptica.